# Wolfgang Zierhut
Wolfgang Zierhut (31. prosince 1886 Chudenín – 13. března 1946 Klatovy) byl československý politik německé národnosti a meziválečný poslanec Národního shromáždění za Německý svaz zemědělců (Bund der Landwirte), později za Sudetoněmeckou stranu.

## Biografie
Byl synem rolníka. Vystudoval národní školu v rodném Chudeníně, pak zemědělskou střední školu v Kadani. Prodělal studia na vysoké škole zemědělské v Halle. Byl ředitelem zemědělského hospodářství v Bystřici nad Úhlavou a působil jako samostatný zemědělec v obci Polletitz.
Za první světové války sloužil na frontě v řadách rakousko-uherské armády. Angažoval se v selských spolcích. Založil mimo jiné místní pobočku Deutscher Rindviehzüchterverband a byl jednatelem Verein der deutschen Land- und Forstwirte im Bezirke Neuern a byl zvolen oblastním důvěrníkem německých agrárníků pro oblast Šumavy.
V parlamentních volbách v roce 1920 se stal poslancem Národního shromáždění. Mandát obhájil v parlamentních volbách v roce 1925, parlamentních volbách v roce 1929 a parlamentních volbách v roce 1935. V 30. letech 20. století již patřil mezi hlavní celostátní politiky německých agrárníků.
Po sloučení Německého svazu zemědělců se Sudetoněmeckou stranou přešel v březnu 1938 do jejího poslaneckého klubu. Poslanecké křeslo ztratil na podzim 1938 v souvislosti se změnami hranic Československa.
Profesí byl rolníkem. Podle údajů z roku 1935 bydlel v Hojsově Stráži.
Od ledna 1939 byl (se zpětnou účinností od listopadu 1938) členem NSDAP. Zemřel po druhé světové válce v československé vazební věznici.